# 国鉄H11形コンテナ
国鉄H11形コンテナ（こくてつH11がたコンテナ）は、日本国有鉄道（国鉄）が1967年（昭和42年）度に製作した、鉄道輸送用一種規格（11 ft）ホッパコンテナである。

## 概要
1965年（昭和40年）度に日本初のポリプロピレン専用クレーン取り扱いホッパコンテナとして日本車輌製造にて2個が製作された。形式名は950形と定められた。クレーン取り扱い可能としたのは運搬のためはもちろんであるが積載品の荷卸しの際にも使用するためであった。翌1965年（昭和40年）6月に950形はH90形へ改番された。
1967年（昭和42年）度に950形、H90形の使用実績を反映したH11形コンテナを8個日本車輌製造にて製作した。クレーン荷役を下吊りから上吊りに変更したこと、及びホッパ屋根上の積込口を防塵のため二重構造にしたことが950形、H90形との相違点である。
ホッパ材質はステンレス鋼であり、寸法関係は全長3,250 mm、全幅2,300 mm、全高2,350 mm、荷重5 t、自重1.2 t、容積は9.5 m3である。
1980年（昭和55年）度に8個まとめて廃止され形式消滅した。